# William de Gillern
Joseph Wilhelm von Gillern, auch William de Gillern esq. genannt (* 15. November 1788 in Halle (Saale); † 2. November 1857 in Hobart, Tasmanien) war preußischer und später britischer Offizier sowie Beamter in Tasmanien.

## Leben

### In Europa
Wilhelm von Gillern entstammte der schlesischen Adelsfamilie Gillern und trat als junger Mann in das Infanterieregiment „Herzog von Braunschweig“ ein. In diesem Regiment erlebte er als Sekondeleutnant die Niederlage der Preußen bei Jena und Auerstedt (1806). Sein Regiment wurde am 28. Oktober 1806 aufgelöst.
Im Jahre 1809 trat Gillern bei Náchod (Böhmen) in das Korps des Schwarzen Herzogs, die sog. Schwarze Schar ein. Bei der Feuertaufe des Korps, die Erstürmung von Zittau am 24. Juli 1809, wurde Gillern an der Hand verwundet. Das Korps musste Mitte August 1809 vor dem Heranrücken einer französischen Übermacht über den Ärmelkanal nach England ausweichen. Dort wurde das Korps in die britische Armee eingegliedert und in „Brunswick Oels Jägers“ umbenannt. Wilhelm lernte in dieser Zeit seine spätere Frau, die Engländerin Harriet, kennen.
Während der Peninsula-Kriege kämpfte Gillern bei den „Brunswick Oels Jägers“ in Portugal, Spanien und – mittlerweile im Rang eines Majors im 1. Linien-Bataillon – in Frankreich bis zur Niederlage Napoleons bei Waterloo. Nach dem Krieg kehrte er nach England zurück, um Harriet zu heiraten. Mit ihr reiste er 1823 auf dem Schiff Courier nach Van Diemen’s Land, dem heutigen Tasmanien. Er nannte sich nunmehr William de Gillern.

### In Tasmanien
Gillern erwarb zuerst Land im nördlichen Tasmanien und versuchte 1824/25 mit der „Constantia Distillery“ am kleinen Fluss New Town Rivulet bei Hobart Whisky zu brennen und zu verkaufen, was aber an einer Erhöhung der Alkoholbesteuerung im Januar 1825 scheiterte. Er verkaufte seinen Besitz „Lake River“ und erwarb den Besitz „Glen Ayr“ bei Richmond. Im Jahre 1843 wurde jedoch ein großer Teil der Farm durch Feuer zerstört und da Gillern nicht versichert war, musste er den Besitz „Glen Ayr“ wieder aufgeben.
Gillern trat daraufhin in den Staatsdienst ein und wurde 1843 Leiter der „Rocky Hills Probation Station“, einer Art Bewährungsgefängnis für Straftäter. In dieser Position leitete er die Erbauung der berühmten Steinbrücken entlang der Küstenstraße (u. a. die berühmte Brücke „Spiky Bridge“).
Gillern lebte mit seiner Frau im Jahr 1848 in Melrose und 1850 in Longford. 1851 wurde er Ladungsbeamter und 1854 Friedensrichter am Unteren Zivilgericht in Longford. Im Jahre 1856 kehrte er nach Hobart zurück, um dort – als das Tasmanische Parlament zum ersten Mal tagte – den Dienst des Befehlshabers der Parlamentswache zu übernehmen. Seine Amtsperiode war jedoch kurz; er starb im November 1857.
William de Gillern wurde auf dem St. Davids Friedhof begraben. Seine Frau lebte noch 15 Jahre nach seinem Tod.

## Ehrungen
Nach Major William de Gillern esq. sind zwei Plätze benannt: der „De Gillern Place“ in Richmond (Tasmanien) und der „De Gillern Place“ in Canberra (Australien); sowie ein Strand bei Rocky Hills an der Ostküste Tasmaniens „De Gillern Beach“.